# Oswald del Sussex
Oswald (...) fu re o più probabilmente earl del Sussex, insieme a Osmund, Ælfwald e Oslac.
Da un documento del 772 è probabile pensare che fu sicuramente declassato da sovrano a earl dopo la conquista del Sussex da parte di Offa di Mercia.